# Juniperus poblana
Juniperus poblana — вид голонасінних рослин з родини кипарисових (Cupressaceae).

## Морфологічна характеристика
Це дводомні дерева до 8 метрів заввишки, зазвичай з роздвоєним стовбуром і кулястою кроною. Кора на гілочках гладка; на більших гілках і стеблах коричнева, відшаровуються широкими смугами. Гілки прямовисні, але мляві на кінчиках, так що дерево зберігає «повислий» характер у порівнянні з більшістю інших мексиканських ялівців. І лускоподібні і спадні листки помітні. Насіннєві шишки сизі, синьо-коричневі, 9–12 мм у діаметрі. У шишці (4)6–10(13) насінин довжиною 5–6 мм. Пилок осипається навесні.

## Поширення
Росте у пн.-сх., цн. і пд.-зх. частинах Мексики.
Зустрічається на сухих вапняних схилах, у чистих насадженнях або в змішаних лісах, на висоті 1200–2300 метрів.

## Синоніми
Синоніми: 
Chamaecyparis thurifera (Kunth) Endl.
Cupressus schomburgkii Van Houtte ex Gordon
Cupressus thurifera Kunth